# Peperomia portulacoides
Peperomia portulacoides là một loài thực vật có hoa trong họ Hồ tiêu. Loài này được (Lam.) Dieter. miêu tả khoa học đầu tiên năm 1831.